# Karl Inama von Sternegg (General)
Karl Ferdinand Johann Inama von Sternegg (* 15. März 1851 in Neuburg an der Donau; † 31. Juli 1924 in München) war ein bayerischer General der Infanterie.

## Leben

### Herkunft
Karl war ein Sohn des bayerischen Oberstaatsanwalts Johann Inama von Sternegg (1807–1868) aus dessen zweiten Ehe mit Franziska, geborene Freiin von Stengel (1825–1875). Der Staatswissenschaftler Theodor Inama von Sternegg (1843–1908) war sein Stiefbruder.

### Militärkarriere
Aus dem Kadettenkorps kommend trat Inama 1869 als Offizieraspirant in das Infanterie-Leib-Regiment der Bayerischen Armee ein und avancierte nach der Mobilmachung anlässlich des Krieges gegen Frankreich am 24. Juli 1870 zum Sekondeleutnant. Als solcher nahm er an den Schlachten bei Wörth, Sedan und Orléans sowie der Belagerung von Paris teil.
Nach dem Krieg absolvierte Inama 1876/79 zur weiteren Ausbildung die Kriegsakademie in München, die ihm die Qualifikation für den Generalstab sowie in zweiter Linie für die Höhere Adjutantur und das Lehrfach (Militärgeographie) aussprach. Während dieses Kommandos Ende November 1877 zum Premierleutnant befördert, wurde er Mitte März 1881 unter Stellung à la suite des 4. Infanterie-Regiment „König Karl von Württemberg“ als Adjutant der 8. Infanterie-Brigade nach Speyer versetzt. Am 11. März 1886 wurde er à la suite des 3. Infanterie-Regiments „Prinz Karl von Bayern“ gestellt und trat am 5. Mai 1886 mit der Beförderung zum Hauptmann als Kompaniechef in diesem Regiment in den Truppendienst zurück. Unter Stellung à la suite des Regiments erfolgte Mitte Juni 1889 seine Ernennung zum Adjutanten beim Generalkommando des II. Armee-Korps in Würzburg. In gleicher Eigenschaft war er ab Anfang März 1890 bei der 4. Division tätig und stieg Anfang Juni 1892 zum Major auf. Von Ende September 1893 bis Ende August 1896 war Inama Bataillonskommandeur im 14. Infanterie-Regiment „Hartmann“ und wurde anschließend als Oberstleutnant und etatmäßiger Stabsoffizier in das 5. Infanterie-Regiment „Großherzog Ernst Ludwig von Hessen“ nach Bamberg versetzt. Unter Beförderung zum Oberst wurde er am 31. Oktober 1898 zum Kommandeur dieses Verbandes ernannt und durch seinen Regimentsinhaber Ernst Ludwig von Hessen und bei Rhein Anfang Februar 1902 mit dem Komturkreuz II. Klasse des Verdienstordens Philipps des Großmütigen ausgezeichnet. Als Generalmajor war Inama vom 8. Juni 1902 bis zum 8. April 1905 Kommandeur der 11. Infanterie-Brigade in Ingolstadt und zugleich mit der Wahrnehmung der Geschäfte des Inspekteurs der militärischen Strafanstalten beauftragt. Anschließend wurde er zum Generalleutnant befördert und als Kommandeur der 5. Division nach Nürnberg versetzt. In dieser Stellung erhielt er Mitte Dezember 1905 die Erlaubnis zur Annahme des Roten Adlerordens II. Klasse mit Stern. Unter Verleihung des Sterns zum Militärverdienstorden II. Klasse wurde Inama in Genehmigung seines Abschiedgesuches am 12. Oktober 1906 mit der gesetzlichen Pension zur Disposition gestellt.
Nach seiner Verabschiedung erhielt er anlässlich des bevorstehenden 90. Geburtstages von Prinzregent Luitpold von Bayern am 3. März 1911 den Charakter als General der Infanterie.

### Familie
Inama hatte sich am 27. April 1880 in München mit Marie Arnold (1856–1950) verheiratet. Aus der Ehe gingen folgende Kinder hervor:
- Pauline (* 1881) ⚭ 1917 Henrich Aldinger, Rechtsanwalt und bayerischer Hauptmann der Landwehr
- Maximilian (* 1884), bayerischer Major
- Gertrud (* 1891) ⚭ 1916 Eugen Straßner (* 1882), bayerischer Major, später Oberst der Wehrmacht